# Театр Нерона
Театр Нерона (лат. Theatrum Neronis) — приватний театр, зведений у Римі Нероном, римським імператором, між 53 і 68 роками н. е. Відомий лише з літературних джерел, поки його сліди не були виявлені у 2020 році під час розкопок. Розкопки велися до 2023 року спеціальним археологічним управлінням Риму. Влітку 2023 року було оголошено про археологічну знахідку.

## Розташування
Театр розташовувався правому березі Тибра, в Агері Ватиканському, на віллі Агрипини Старшої (успадкованої її онуком Нероном), у тому районі, де Калігула побудував свій цирк. Його руїни знаходяться у дворі ренесансного Палаццо деї Пенітенцієрі, також званого Палаццо Делла Ровере, у Борго Ріоні, між Віа делла Кончіліаціоне та Борго Санто Спіріто.

## Історія
Театр безпосередньо згадується тільки у Плінія Старшого, а, побічно, у Светонія та Тацита. Згідно з Плінієм, імператор виставив захоплене майно колишнього консула у своєму особистому театрі (theatrum speciale). Театр використовувався Нероном для репетицій його подальших публічних виступів у театрі Помпея і був досить великим, щоб задовольнити його марнославство, коли він був заповнений людьми. Светоній пише, що під час свята Неронії імператор пообіцяв виставити себе в hortis («у садах»), що є непрямим посиланням на його театр. Нарешті, Тацит стверджує, що під час Ludi Juvenales Нерон співав per domum aut hortos, ще один натяк на будинок. Також можливо, що domestica scaena, згадана Тацитом як місце, звідки Нерон милувався Великою пожежею Риму в 64 р. н. е., відноситься не до вежі Гая Мецената на Есквілінському пагорбі, а до сцени його театру. Ця сцена, розташована на правому березі Тибру, знаходилася на значній відстані від постраждалих районів, а тому була безпечним спостережним пунктом, на відміну від вежі, що знаходилася в центрі пожежі. На початку II століття нашої ери будинок був розібраний на матеріали, про що свідчать п'ять мармурових колон, знайдених на місці.
Востаннє театр згадується в середині XII століття в Mirabilia Urbis Romae, довіднику паломників міста, де вказувалося, що він знаходиться неподалік від Castellum Crescentii (Замок Святого Ангела). Стратиграфічне дослідження 2020 року виявило артефакти від пізнього республіканського періоду до XV століття. Зокрема, за доби середньовіччя площа театру стала місцем ремесел та діяльності, пов'язаної з прибуттям паломників, про що свідчать знахідки форм для розаріїв, майстерно прикрашених кістяних предметів для виготовлення частин музичних інструментів та меблевих петель, глечиків, скляних чаш, що використовуються як літургійні меблі та керамічний матеріал, та два знаки розрізнення паломників (із зображенням Святого Лика Луккі та Нотр-Дам-де-Рокамадур). Також було виявлено кілька шляхів, що з'єднують це місце з Портус-Майор, місцем висадки на Тибрі нижче за течією від Понте-Сант-Анджело. Близько 1480 року в районі театру кардинал Доменіко делла Ровере почав будівництво Палаццо делла Ровере, можливо, доручивши його Баччо Понтеллі.
Руїни театру знайшли під час розкопок, що почалися в 2020 році під керівництвом спеціального археологічного управління Риму. Про відкриття театру 27 липня 2023 року оголосила суперінтендант археологічного управління Риму Даніела Порро.

## Архітектура
Під двором Палаццо делла Ровере епохи Відродження було знайдено дві будівлі opus Latericium. Вони виходили на відкритий двір, можливо, оточений портиком. Будівлі можуть бути датовані періодом Юліїв-Клавдієв за знайденими на цеглі двоногих таврах. Перша структура має план напівциклу з радіальними входами, сходами та стінами, і тому її можна ототожнити із печерою театру, де стояли яруси сидінь для глядачів. Scaenae frons був орієнтований на захід. Декоративний апарат був іонічного ордера, і по залишках можна зробити висновок, що він був покритий білим і кольоровим мармуром та ліпниною, покритою сухозлітним золотом, як у Золотому будинку Нерона. Другий будинок, навпаки, розташований перпендикулярно першому, використовувався для службових цілей і, можливо, в ньому розміщувалися декорації та костюми.